# Jeanette Aw
Jeanette Aw Ee Ping (Quanzhou, 28 de junio de 1979) conocida por su nombre artístico Ou Xuan es una actriz, cineasta, empresaria y escritora singapurense.

## Biografía
Aw nació en Singapur. Tiene una hermana mayor y un hermano mayor. Viniendo de una familia de habla inglesa. Asistió a la Universidad Nacional de Singapur, se graduó con una Licenciatura en Artes con honores en Estudios Teatrales.
Fue nombrada como una de las Siete Princesas de Mediacorp en 2006, después de lo cual logró un mayor éxito con su papel principal en el aclamado drama The Little Nyonya. Fue una artista prominente de Mediacorp a tiempo completo de 2002 a 2017, pero continúa filmando. A través de su carrera televisiva, se ha establecido como una de las celebridades más populares y de alto perfil en Singapur. Ha ganado 29 premios de popularidad y desempeño, el número récord para un artista, en los Premios Estrella Star de Singapore Mediacorp.
Publicado dos libros:   Aw: Definiciones en 2012 y Sol's World: Somebody to Love en 2015. También protagonizó el musical Beauty World en 2015.

## Activismo
Aw ha visitado hogares de niños y ha realizado viajes de voluntariado al extranjero para niños desfavorecidos.
En 2012, Aw colaboró con la organización Precious Moments y según los informes, recibió una suma de cinco cifras que donó a una organización benéfica para niños con cáncer. Desde mayo de 2016, Aw es embajadora de marca de Bulgari, ayudó a recaudar fondos para un programa de Salvar a los niños en Vietnam.
En junio de 2018, Aw se mudó a Bangkok y se inscribió en el curso Diploma de Pastelería en la Escuela Culinaria Dusit Le Cordon Bleu. Fue nombrada embajadora internacional de la escuela.
Jeanius es el club de fanes oficial de Aw y se estableció el 29 de diciembre de 2004. Es el único club de fanes oficial reconocido por Aw. A lo largo de los años, el club ha trabajado y ha ampliado su base de seguidores a países de la región como Camboya, China y Malasia.

## Libros
- 2012,  Jeanette Aw: Definiciones  (Jeanette Aw: Definiciones, ISBN 978-9810712570)
- 2015, El mundo de Sol: alguien a quien amar (Sol's World: Somebody to Love, ISBN 978-9810929886)

## Filmografía
Estas son algunas de las series, películas y cortos realizados por Aw.
- 2021, La leyenda de Nanyang del transbordador del alma
- 2020, Esto es Tokio.
- 2020, Estado mental
- 2019, Después de las estrellas
- 2018, Una receta familiar
- 2018, Recordar
- 2015, Encuentra a mi papá
- 2014, Cuidado con los extraños
- 2012, Elemento X
- 2002, Pastel de capas